# Нововолинск
Нововолинск (укр. Нововолинськ) град је Украјини у Волињској области. Према процени из 2012. у граду је живело 53.179 становника.

## Становништво
Према процени, у граду је 2012. живело 53.179 становника.
| 1979.  | 1989.  | 2001.  | 2012.  |
| ------ | ------ | ------ | ------ |
| 46.007 | 55.171 | 53.838 | 53.179 |

## Партнерски градови
- Баранавичи
- Билгорај